# Norden i flammer
|  | Denne artikel er oprettet af botten PalnaBot ud fra en ekstern database. Den kan derfor have sproglige fejl eller mangler. Denne skabelon kan fjernes efter kontrol af indholdet. |

Norden i flammer er en dokumentarfilm fra 1965 instrueret af Johan Jacobsen, Annelise Hovmand, Nicolai Lichtenberg, Finn Henriksen efter manuskript af Johan Jacobsen, Annelise Hovmand, Nicolai Lichtenberg.

## Handling
Filmen fortæller om 5 års kamp for for friheden i Norden og om nordisk samhørighed i de sævre år. Ind imellem vises glimt af de store begivenheder ude i verden, der også har indflydelse på Nordens skæbne. Første del af filmen har en overvægt af finsk stof (Vinterkrigen), den midterste del af norsk stof, og den sidste del af begivenhederne i Danmark.